# Rupsa River
Rupsa River är ett vattendrag i Bangladesh.   Det ligger i provinsen Khulna, i den södra delen av landet, 140 km sydväst om huvudstaden Dhaka.
Trakten runt Rupsa River består till största delen av jordbruksmark. Runt Rupsa River är det tätbefolkat, med 849 invånare per kvadratkilometer.